# ساندرا تشونغ
ساندرا تشونغ (بالإنجليزية: Sandra Chung)‏ هي لغوية أمريكية، ولدت في القرن العشرين.